# Duguetia paraensis
Duguetia paraensis är en kirimojaväxtart som beskrevs av Robert Elias Fries. Duguetia paraensis ingår i släktet Duguetia och familjen kirimojaväxter. Inga underarter finns listade i Catalogue of Life.